# De Nachten
De Nachten was een jaarlijks alternatief literair-muzikaal festival dat vanaf 1996 doorging in Antwerpen, en dat werd georganiseerd door Villanella en 5voor12. Vanaf 1998 ging het festival door in deSingel, aanvankelijk in januari maar vanaf 2009 in november. Na vijftien edities hielden De Nachten op te bestaan. In totaal bezochten meer dan 75.000 bezoekers het festival. De Nachten was in Vlaanderen een voortrekker op het vlak van de programmatie van simultane optredens op meerdere podia en de combinatie van muziek, literatuur, performance en audiovisuele projecties.
De Nachten stonden gekend als een unieke mengeling van literatuur en alternatieve muziek. Hoewel tijdens het festival heel wat mensen aantraden die actief zijn/waren in de artistieke schemerzone, wilden de organisatoren niet rechtstreeks aanzetten tot genreversmelting en meer interdisciplinaire samenwerking tussen woordkunstenaars, beeldenmakers en muzikanten. Hun doel was het realiseren van een vorm van drempelverlaging, waarbij bepaalde kunstvormen toegankelijker werden gemaakt voor een breed publiek van nieuwsgierigen.
In het begin was het cross-overconcept vrij vernieuwend, maar de laatste jaren raakte er sleet op. De organisatoren stopten in 2010 met hun festival omdat ze niet langer de pioniersgeest konden bewaren. Bovendien was het aantal bezoekers gedaald. Verder speelden ook de stijgende artiestengages en de gesatureerde concertmarkt mee in hun beslissing om ermee op te houden. Volgens sommigen was er ook concurrentie van het gelijkaardige Crossing Border-festival, maar dit werd ontkend door de organisatoren van De Nachten.
Met de stopzetting is een festival verdwenen dat in zijn gloriedagen internationale coryfeeën zoals Nick Cave, Blixa Bargeld, Jamie Lidell, Spiritualized en Mercury Rev op het programma had. Belgische groepen zoals Sioen, Das Pop, Ozark Henry, Admiral Freebee, en Fixkes hebben er al vroeg in hun carrière gespeeld. Mauro Pawlowski werd door de organisatoren uitgeroepen tot de Koning van De Nachten omdat hij niet alleen tijdens verschillende edities optrad, maar bovendien vaak ook meerdere keren tijdens eenzelfde editie. Het festival heeft ook een belangrijke rol gespeeld in de carrière van Dead Man Ray, en nadien van DAAN. Schrijvers moesten op De Nachten vaak de confrontatie aangaan met een publiek dat hen van haar noch pluim kende. Intussen gevestigde schrijvers als Christophe Vekeman, Yves Petry, Dimitri Verhulst en Tom Naegels hebben op De Nachten geleerd het podium en de zaal te bespelen.

## Geschiedenis

### 1996
De eerste editie van De Nachten (24 februari 1996) stond in het teken van de Antwerpse expressionistische dichter Paul van Ostaijen. Het festival ging door in het historische goederenstation Antwerpen-Zuid aan de Ledeganckkaai, een leegstaand gebouw dat met afbraak bedreigd werd (maar inmiddels gerestaureerd is).
Onder meer De Kakkewieten verzorgden een optreden. Het was vooral een literair gebeuren met optredens van Jean-Marie Berckmans, Herman Brusselmans, Gust Gillis, Johan Joos, Tom Lanoye, Paul Mennes en Elvis Peeters, maar ook acteur Julien Schoenaerts en muzikanten Die Anarchistische Abendunterhaltung, Tom Barman, Johan De Smet, Circus Bulderdrang, Luk Mishalle, Mauro Pawlowski, Niek Roseeuw, dj Jan Van Biesen & Louis Katorz en Daan Vandewalle waren erbij. Er waren ongeveer 800 bezoekers.

### 1997
In 1997 verhuisde het festival naar het Cultureel Centrum van Berchem.
Optredende schrijvers waren Jean-Marie Berckmans, Paul Bogaert, Bart Chabot, Jules Deelder, Luc De Vos, Didi de Paris, Paul Mennes, Jeroen Olyslaegers, Elvis Peeters, Ward Ramaekers, Serge Simonart, Hettinga Tsjebbe (samen met muzikant Basile Maneka Lukadi), Manon Uphoff, Serge Van Duijnhoven en Jeroen Vermeiren. Ook Circus Bulderdrang, Sammy D, Dead Man Ray (allereerste optreden), Pierre Elitaire, Flat Earth Society, tekenaar Gummbah, Herr Seele, Mad Dog Loose & gasten, Ozark Henry, Mauro Pawlowski, Plastic Fish Factory, Bé Plouvier en Dr. Olive, Rex, Starfish Pool, Tumbleweed (van Stef Kamil Carlens) en Jan Van Biesen, Frank Vander Linden met Tom Pintens en Tine Reymer, en Guy Van Nueten (The Sands) traden op.

### 1998
De derde editie van De Nachten vond plaats op 23 en 24 januari 1998, en voor de eerste keer in kunstencentrum deSingel. De locatie indachtig, werd er gekozen voor een internationale context.
Op de editie van 1998 traden de schrijvers Kader Abdolah, Erik Bindervoet en Robbert-Jan Henkes, Nicole Blackman (samen met muzikant Scanner), Carla Bogaards, Paul Bogaert, Pieter Boskma, Aat Ceelen, William Cliff, Miguel Declerq, De Dichters uit Epibreren, Luc Devos, Jip Golsteijn, Peter Holvoet-Hanssen, Jeroen Olyslaegers, Mustafa Stitou, Manon Uphoff, Serge Van Duijnhoven (met dj Dano), Rob Van Erkelens, Ruben Van Gogh, Peter Verhelst en Joost Zwagerman op.
Op het programma stonden ook de muzikanten Blixa Bargeld, Stef Kamil Carlens (met acteur Dirk Roofthooft), Eavesdropper (met schrijver Paul Mennes), dj DNA, dj Low, dj Grazhoppa & Marie Daulne, Pee Gonzalez, 't Hof van Commerce, JMX, Junkie XL, Kiss My Jazz, Klezmic Noiz, Mitsoobishy Jacson, Napkin vs. Soda,Mauro Pawlowski & David Sardy, An Pierlé, Tine Reymer & Tom Pintens & Tomas De Smet, Rude Boy, David Shea, Soulwax, Starfish Pool (live muzikale begeleiding bij de film Pantserkruiser Potemkin), Stilluppsteypa, Daan Stuyven & Rudy Trouvé & Bart Maris, Vandal X, Frank Vander Linden, Zap Mama en Zita Swoon.
Ook werd de video dial H-I-S-T-O-R-Y (Johan Grimonprez) vertoond. Ontwerpster An Huybens stuurde modellen in het publiek en er was ook de permanente tentoonstelling Project Doos, een poging om de beeldende kunst uit het museum te halen. De presentatie was in handen van Luc Janssen.
Organisatie: Villanella i.s.m. deSingel en 5 voor 12.

### 1999
De editie 1999 ging de geschiedenis in als het jaar van Nick Cave, Mercury Rev, Dead Man Ray en John Parish. Dead Man Ray begeleidde At the drop of a head, de Engelse versie van Bobbejaan Schoepens cultfilm Café zonder bier. John Parrish voorzag met prominente vrienden (Alison Goldfrapp, Mauro Pawlowski, Eric Drew Feldman, Adrian Utley (Portishead) en de ritmesectie van PJ Harvey) de film ‘Rosie’ van Patrice Toye van klank en (bewerkt) beeld.
Andere optredende muzikanten waren Black Pig Liberation Front, David Bovée & Anja Kowalski, Brekbit, Samantha Coerbell, Def P & Onderhonden, De Kakkewieten, De Ysfabrik, Dimensional Holophonic Sound feat. Jack Dangers, dj4T4, dj Grazhoppa, dj Lefto, dj Low, dj Raphaël, Dogbowl, Eavesdropper, Fence, Flowers for Breakfast & The Onion Brass Band, The Flying Dewaele Brothers, Krab (Aarich Jespers Quintet), Lester Lewitt, Talma Meindert and the Negroes, New Wet Kojak, Ozark Henry, Anton Price, Solex X, Souterrain Squad, Syncopated Elevator Legacy, Luc Van Acker (met Blue Monk) en Vandal X. Op deze eerste editie in deSingel werd een poging gedaan 'hedendaagse muziek' te brengen, met Boenox, ChampdAction en Ictus. De organisatoren wilden hiermee de link tussen techno en elektronica sterker maken, techno een geheugen geven en geluidsexperimenten uit de jaren vijftig en zestig die hun tijd ver vooruit waren, in een context plaatsen.
Optredende schrijvers waren Kader Abdolah, Emerald Beryl, Nicole Blackman (met Mark Blasquez), Paul Bogaert, Pieter Boksma, Hafid Bouazza, Martin Bril, Miguel Declercq, Lernert Engelberts, Peter Holvoet-Hanssen, Gylan Kain, Gerrit Komrij, Marc Kregting, Bart Meuleman, Tom Naegels, Jef Rademaekers, H.H. ter Balkt, Dirk Van Bastelaere (met een project rond de Zapruderfilm over de moord op John F. Kennedy, Oscar Van den Boogaard, Peter Verhelst, Tommy Wieringa, Vanessa Williams, Menno Wigman. De editie van De Nachten van 1999 gaf het startschot voor het Louis-Paul Boon jaar, maar greep ook terug naar het opzet van de eerste editie waarin getracht werd de literaire erfenis van Paul van Ostaijen opnieuw sprankelend te maken. Teksten van Boon werden in de gangen van deSingel geprojecteerd en geconfronteerd met het werk van Paul van Ostaijen. Hiervoor werden de minder bekende schrijfsels 'Het mannetje met de bolhoed' en 'De atoombom' gebruikt, waaruit Boons bewondering voor van Ostaijen blijkt. Geprogrammeerde dj’s kregen ook gesproken fragmenten van Boon en mixten die tussen hun platen.
De organisatoren schrapten De Ysfabriek van de affiche omwille van de manier waarop Vital Baeken, de leider van het ‘dadaïstisch’ gezelschap, in zijn krantencolumn kritiek had geleverd op hoe Villanella De Ysfabriek had geëngageerd voor De Nachten.
Het festival opende in 1999 een bijhuis in Paradiso, Amsterdam.
Organisatie: Villanella i.s.m. deSingel en 5 voor 12.

### 2000
In de winter van 2000 werden het concept van De Nachten overgenomen in een tournee door Vlaanderen. Het resultaat was negen keer een reisversie van De Nachten (o.a. in Ancienne Belgique, Brussel). In deSingel te Antwerpen vond deze vijfde editie plaats op 28 en 29 januari 2000. De Nachten On Tour was veel kleinschaliger en vooral bekend omwille van de live uitzendingen op Studio Brussel, samen goed voor veertien uur radio.
Deelnemende schrijvers waren Vital Baeken, Peter Holvoet-Hanssen (samen met de Periwinkles), Tom Lanoye, Paul Mennes, Bart Meuleman (samen met Sen Jan), Erwin Mortier, Tom Naegels, Margherita Pasquini, Hagar Peeters, Yves Petry, Jef Rademaekers, Dirk Van Bastelaere (samen met Jess), Christophe Vekeman, Peter Verhelst (samen met Eric Joris) en Dimitri Verhulst (samen met Elise de Vliegher). Het muzikale deel werd verzorgd door 2000 Monkeys / Stephen Duncan, 9mm Crew, Ben Christophers, Consolidated, Daddylonglegs feat. Howie B, Doughty (Soul Coughing), JF Muck, Neotropic vs Flash Didact, Orange Black en Mauro Pawlowski (solo), An Pierlé, Pinback, David Shea, Solid vs Green*, Soulwax feat. the Flying Dewaele Brothers, Daan Stuyven & Herman Gillis, The The, Think of Megafanfare, Thou feat. John Parrish, Tin Foil Star en Vive La Fête.
Organisatie: Villanella i.s.m. deSingel en 5 voor 12.

### 2001
De zesde editie van De Nachten vond plaats op 12 en 13 januari 2001 in deSingel. Het centrale thema was 'Verwacht het onverwachte'.
er waren optredens van 9MM Crew, Jef Aerts & KolinskyDimitri, Atomic, Vitalski, Bar8, Ben Christophers, Club Brussel, Consolidated, Daddy Long Legs feat. Howie B, Doughty (Soul Coughing), Stephen Duncan/2000 Monkeys, El Tattoo del Tigre, Flash Didact vs Neotropic, Gonzo Circus met o.a. Didi De Paris, Peter Holvoet-Hansen & De Periwinkles, JF Muck, Kamagurka, Tom Lanoye & Paul Mennes, Ramses Meert & Christophe Deboeck, Marco Mertens, Bart Meuleman & Sen Jan, Erwin Mortier, Mouse Analyse, My Morning Jacket, Tom Naegels, Orange Black, Hanneke Paauwe, Margherita Pasquini, Mauro Pawlowski solo, Hagar Peeters, Yves Petry, An Pierlé, Pinback, Jef Rademaekers, David Shea, Solid vs Green, Soulwax featuring de Flying Dewaele Brothers, Daan Stuyven en Herman Gillis, The The, Think of Megafanfare, Thou (band) featuring John Parish, Tin Foil Star, Dirk Van Bastelaere & Jess, Ann Van Wesemaele, Christophe Vekeman, Peter Verhelst & Eric Joris, Dimitri Verhulst/Elise de Vliegher, Vive la Fete.
Organisatie: Villanella i.s.m. deSingel en 5 voor 12.

### 2002
De zevende editie van De Nachten vond plaats op 25 en 26 januari 2002 in deSingel in Antwerpen. Deze editie draaide rond 'Arabische schrijvers en dichters van bij ons'.
Optredens waren er van Aereogramme (band), Abdelkader Benali, Beyonder, Najoua Bijjir, Paul Bogaert, Khalid Boudou, Capitol K, The Cinematics, Bobby Conn, Coparck, Raf Coppens, Cornershop (band), De Roovers lezen Leo Pleysier, Dito'Dito, Eavesdropper, El Medina (band), Fencex, FreestyleBobby, Galacticamendum & De Onderneming (theater), Jamaa Guessous, Suheir Hammad, HGH, Peter Holvoet-Hanssen & Trio Perdu, Bill Janovitz, Tjitske Jansen, Luc Janssen, Kama zingt, Flip Kowlier + 't Hof van Commerce, Mike Ladd, League of Extra Ordinary Gentlemen, Les Messieurs, Jamie Lidell, MC Battle NL-VL, Jenny Mijnhijmer, Millionaire, Moldy Peaches, Andy Ninvalle, Olla Vogala Arabica, Ontroerend Goed, Tonnus Oosterhoff, Palabras, Yves Petry, Salena Saliva Godden, Scharzwaldklinik, Skadi Cherkaoui en Scohy, Slam, Starflam, Troisseur, Fatima Ualgasi, Oscar Van den Boogaard & Manon de Boer, Han Van der Vegt, Christophe Vekeman, Vergeef me, Peter Verhelst, Dimitri Verhulst (Eerst dubbel), Visual Kitchen (eerst dubbel), Wonder (band), Hawksley Workman.
Organisatie: Villanella i.s.m. deSingel en 5 voor 12.

### 2003
De achtste editie van De Nachten vond plaats op 31 januari en 1 februari 2003 in deSingel in Antwerpen.
Optredens waren er van Admiral Freebee, Jef Aerts, Alex Agnew, Robert Anker, Arab Strap, Arid, At the close of every day, Vitalski, Biotoop Zero, Paul Bogaert, Hafid Bouazza, Geert Buelens, Cinérex, Sandrine Collard, Daan, Dakota suite, Das Pop, Saskia De Coster, De Inktaap, Dead Man Ray, Detroit Grand Pubahs, Alice Evermore, Eyes Adrift, Ester Gerritsen, Gust Gils (hommage); Han Hoogerbrugge, Luc Janssen, dj Josz, Kong Karl Land, Flip Kowlier, Krikri, Kunstbende, Tom Lanoye & Ivo Michiels, Mary Lorson en Billy Coté, Low, Paul McCarthy, Ontroerend Goed, Tonneke Oosterhoff, Hanneke Paauwe, Phluff, Jörg Piringer, Pitchtuner, Hans Platzgumer en Catriona Shaw, Neal Pollack, Radiohole, Raymtzer, Rjd2, Snijbloemen, Stuurbaard Bakkebaard, Sukilove, Carolina Trujillo Piriz, Oscar Van den Boogaard, Margot Vanderstraeten, Bart Vanegeren, Peter Verhelst/Het toneelhuis, Dimitri Verhulst, Aukelien Weverling, Youngblood Brass Band, Z Dark Pianoroom.
Organisatie: Villanella i.s.m. deSingel en 5 voor 12.

### 2004
De negende editie van De Nachten vond plaats op 30 en 31 januari 2004 in deSingel in Antwerpen. Deze editie stelde de Belgische militaire aanwezigheid in Irak aan de kaak, hoewel dit thema slechts weinig werd uitgewerkt.
Literaire performances waren er van Dimitri Antonissen, Vitalski, Abdelkader Benali, Tsead Bruinja, De droomkamer, De Inktaap, De Letterleggers, Norbert De Beule, Saskia De Coster, Luc Janssen, Laika, Tom Lanoye, Jan Lauwereyns, Matthew McIntosh, Mintzkov Luna XL, Bart Moeyaert, Ramsey Nasr & Sjostakovitsj, Bart Meuleman, Ontroerend Goed, Hanneke Paauwe, Yves Petry, Pascale Platel, Quinte (ABN), Skagen, Albertina Soepboer, Theater Adhoc, Jeroen Theunissen, Transformer 1, Transformer 2, Bart Vanegeren, Kamiel Vanhole & Gerda Dendoover, Annelies Verbeke en Dimitri Verhulst
Concert optredens waren er van A Brand, Absynthe Minded, Bach-Bukowski, Backstage TV, Maxon Blewitt, Alex Chilton + Mauro Pawlowski + Pascal Deweze + Karel Debacker, Colder, Compost vs Morricone: Florian Keller, Compost vs Morricone: Raw Deal, Koninklijk Conservatorium Antwerpen, Sandy Dillon, DJ Vadim & Yarah Bravo,  Eberg, Alice Evermore, Explosions in the sky, Feel Estate, Firewater, Five Deez, DJ Grazzhoppa vs Lamont, Grim, Lars Horntveth+ 8 Piece String Orchestra, Incidents, Jaguar, Kaizers Orchestra, Flip Kowlier, Kunstbende (België), Maskesmachien, Ole Sollied, Mauro Pawlowski & The Grooms, Poni, Erik Satie, South San Gabriel (band), Starski and Tonic, Stijn, Styrofoam, The O'Haras & Alex Agnew, Thou, Tijuana Mon Amour Broadcasting Inc.,  Traktor (groep), Triggerfinger, Twinemen (met een gastoptreden van Tom Barman), The Whip, Xploding Plastix.
Organisatie: Villanella i.s.m. deSingel en 5 voor 12.

### 2005
De tiende editie van De Nachten vond op 28 en 29 januari 2005 plaats in deSingel in Antwerpen. In 2004 was Antwerpen door UNESCO uitgeroepen tot Wereldboekenstad 2004. Tussen 23 april 23 2004 en 22 april 2005, presenteerde Antwerpen Boekenstad 2004 een breed programma dat literatuur en het boek in Antwerpen in de schijnwerpers plaatste. De Nachten 2005 sloot hierbij aan.

De schrijvers Monica Arac de Nyeko, Sefi Atta, Apti Bisultanov, Hafid Bouazza, Hugo Camps, Paul Demets, Chris De Stoop, Nick Flynn, Arthur Japi, Erica Kennedy, Erik Menkveld, Bart Moeyaert, Odyke Nzewi, Tolulope Ogunlesi, Koen Peeters, Chika Unigwe en Saul van Stapele traden op.
Muzikale ptredens waren er van Admiral Freebee, Daan, De Mens, Sukilove met gastmuzikanten van Boenox, Josse De Pauw, Maximilian Hecker, DJ Grazzhoppa's DJ Bigband, I Love Sarah, Steven Ribus, Vandal X, Sioen, Solex, The Love Substitutes (met Mauro Pawlowski), Stijn, en een kunstige opstelling van Benjamin Verdonck en Spinvis.
Deze tiende editie werd op 27 januari voorafgegaan door De Nachten 2005 - De Dunne Komrij, waarop Ramsey Nasr, Marcel Vanthilt, Rick de Leeuw, Adelheid Roosen en Gerrit Komrij voorlazen uit 'Gerrit Komrij's Nederlandse poëzie van de 19de tot en met de 21ste eeuw in 2000 en enige gedichten' (2003), in de volksmond ook bekend als De Dikke Komrij, de Poëziebijbel en Gerrit Baksteen. Ter gelegenheid van deze editie werd onder de titel De Nachten 2005 - School's out op 28 januari ook een feestprogramma aangeboden voor jongeren van dertien tot zestien jaar.
Organisatie: Villanella i.s.m. deSingel en 5 voor 12.

### 2006
In 2006 vonden De Nachten plaats op 26, 27 en 28 januari in DeSingel en Petrol.
Het thema van de openingsavond in Petrol was 'Punk & Poetry'. Het programma omvatte optredens van schrijvers en performers als Attila the Stockbroker, Didi de Paris en Luc Van Acker, John S. Hall en Elvis Peeters, Penny Rimbaud (Crass), en de rockgroep The Fall.
Op de twee volgende avonden waren er literaire optredens van Sylvia Kristel (die gedichten bracht van Jess De Gruyter), Bart Moeyaert, Ramsey Nasr, Willem Jan Otten, Oscar van den Boogaard, Clara van den Broek, Jan Van Loy, Annelies Verbeke en Peter Verhelst. Uit Zuid-Afrika was een delegatie dichters aanwezig met o.a. Nontsikelelo Mazwai en Tumi Molekane. Op het programma stond ook de avant-première van 'Beats', een ode van Het Toneelhuis aan de Beat Generation met Marc Didden, Josse De Pauw en Roland Van Campenhout.
Er waren ook concerten van Daniel Augst, Blacktronica, Blindman, Jimmy Edgar, Five Corners Quintet, Gorki, Kamagurka en de Ridders van den Apocalyps, Mercelis, Bob Mould (Hüsker Dü), An Pierlé, Stuart A. Staples (Tindersticks), Teddy Thompson, John Watts (Fisher-Z) en Zornik.
Op het programma stonden ook 'Sportband', Miet Warlops combinatie van fysieke uithouding, theater en muziek, en Ad Visser, de presentator van Avro's Toppop.
Op de slotavond was er een afterparty in Petrol.

### 2007
In 2007 vonden De Nachten plaats op 26 en 27 januari in DeSingel te Antwerpen. Ongeveer 4.000 bezoekers woonden deze editie bij.
Het literaire luik van het programma werd ingevuld door Thomas Blondeau, Remco Campert, Hélène Gelèns, Ruth Lasters, Emmanuel Lipp (pseudoniem van Steven Van Watermeulen en Oscar van den Boogaard), Hanneke Paauwe, Xavier Roelens, K. Schippers, Sharrif Simmons, Thomas Smith, Stijn Vranken en Christiaan Weijts. Hiernaast was er onder de titel Lost Love & Lust een speciaal erotisch programma met o.a. Hafid Bouazza, Saskia De Coster, La Fille D'O, Ilja Leonard Pfeijffer, Katja Schuurman en de projecties van expliciete tekeningen van Peter van Straaten. Verder brachten de acteurs van de Roovers o.a. nieuw werk van Paul Mennes en Jean-Marie Berckmans.
Optredende muzikanten waren o.a. Absynthe Minded, Alamo Race Track, Billie King (met Tom Pintens en Steven De Bruyn), Capsule, Cowboy Junkies, Daan, I'm From Barcelona, Lo-Fi-Fnk, Mira, Pet, Prima Donkey (met leden van DAAU, Donkey Diesel en Laïs), Jack Rose, Sharko, Spiritualized (als Acoustic Mainlines), Stijn (als Adagio & Arpeggio), The Van Jets en Gert Vlok Nel.
Op het programma stond ook een avant-première vertoning van de film Ex Drummer (Koen Mortier), met live muziek van de Ex Drummer Band (met Flip Kowlier, Madensuyu en Millionaire). Ook was er een gamezone, waar het Nintendo-spel Wii heel wat gamers kon boeien.
Organisatie: Villanella i.s.m. deSingel en 5 voor 12.

### 2008
In 2008 vonden De Nachten op 7 en 8 november plaats in deSingel te Antwerpen. Dit was de eerste editie van het festival die doorging in november, niet toevallig op het moment dat om de hoek van deSingel in Antwerp Expo (het vroegere Bouwcentrum) de Boekenbeurs plaatsvond.
De centrale gast in het literaire programma was Arnon Grunberg. Andere deelnemende schrijvers waren o.a. Herman Brusselmans, Tijs Goldschmidt, Gummbah, Kristien Hemmerechts, D. Hooijer, Tom Lanoye, Tom Naegels en Marc Reugebrink en Joke van Leeuwen. Ook was er een hommage aan Jean-Marie Berckmans(met Dimitri Van Zeebroeck) en Kamiel Vanhole.
Optredende muzikanten waren o.a. A Place To Bury Strangers, Benga, Blue Flamingo, The Bony King Of Nowhere, Dillinja & Lemon D, The Germans, Girls in Hawaii, Daniel Johnston, Laïs & Lenski, Els Mondelaers, Mauro Pawlowski (met een zestal optredens in verschillende gedaanten), Posessed Factor, Shearwater, Mariee Sioux, Sebastien Tellier, T.Raumschmiere, Andy Yorke en The Young Gods. Arsenal mocht op zaterdag 8 november optreden als curator van het programma in de Blauwe Zaal. Ze nodigden enkele van hun muzikale helden uit voor een eenmalig concert: Grant Hart, multimedia-artiest Quayola, Shawn Smith en Mike Ladd. Ook vertoonden ze de Lotuk-documentaire en twee kortfilms.
Op het programma stond verder ook de projectie van de film La possibilité d'une île (naar de gelijknamige roman van Michel Houellebecq).
De presentatie van deze editie was in handen van Veerle Dobbelaere, Marcel Vanthilt en Stijn Meuris.
Voor de afterparty verhuisde De Nachten op beide dagen naar de Petrol met optredens van  CSS, Benga, Metronomy, Radioclit en T.Raumschmiere.

### 2009
In 2009 vonden De Nachten plaats in de DeSingel in Antwerpen op 5, 6 en 7 november, enkele dagen vóór de twintigste verjaardag van de opening van de Muur tussen Oost- en West-Duitsland. De thema's waren het einde van de ideologie, de Duitse literatuur en de artistieke scène in Berlijn vroeger en nu. Op de eerste dag werd er teruggeblikt op de periode voor de val van de Muur, op de tweede dag kwamen de culturele revoluties in het Berlijn van de periode na 1989 aan bod, en ook op derde en laatste dag werd de blik op Berlijn gericht, vooral met veel elektronische muziek. De ruimtes in deSingel werden voor de gelegenheid ook herdoopt tot Rote Bühne, Helling, Konditorei, Kino, Dunkelkammern, Tanzclub, Schwarzwald en Raucherterasse. Deze editie van 2009 was de laatste die alleen in het oude gebouw van deSingel plaatsvond. In totaal waren er ongeveer 3.200 bezoekers: 700 op de eerste dag, 1.400 op de derde dag en 1.100 op de derde dag.
Op het programma stonden optredens schrijvers als Thomas Brussig, Remco Campert. Tim Foncke, Tom Lanoye, Hilde Keteleer, Cees Nooteboom, Jeroen Olyslaegers, Joost Vandecasteele, Oscar van den Boogaard, Dimitri Verhulst, Ivo Victoria en Robert Vuijsje. Voor het eerst kwamen ook stripauteurs aan bod, met o.a. Randall Casaer,Brecht Evens, Reinhard Kleist, Marc Legendre, Andy Riley en Posy Simmonds.
De organisatoren hielden in 2009 het muziekaanbod bewust kleiner. Er waren concerten van Absynthe Minded, Ansatz der Maschine, Apparat & Skate, Cobra Killer, Customs, dj’s Biergarten Boys, dj KAOS, Efterklang, Fixkes, Kissogram,  Kyteman's Hiphop Orkest, Lyenn, Monky Pussy, Pitchtuner, Tartufi, Three Trapped Tigers, Lisa Van der Aa, Guy Van Nueten. Een opmerkelijk optreden was dat van Jef Neve met een veertigkoppig orkest; ze brachten samen de soundtrack van de film De Helaasheid der Dingen (Felix Van Groeningen).
Verder waren er ook projectie van o.a. Berlin – Die Sinfonie der Großstadt (Walther Ruttmann), Double Take (Johan Grimonprez) en We call it techno (Maren Sextro en Holger Wick). Tom Van Dyck bracht het hoorspel Mieke Maaike’s Obscene Kapsalon. Fotograaf Michiel Hendryckx fotografeerde drie nachten lag.
De afterparty was niet meer in de Petrol, maar in deSingel.

Organisatie: Villanella i.s.m. deSingel en 5 voor 12, met de steun van Antwerpen Boekenstad en Vlaams Fonds voor de Letteren.

### 2010
De laatste editie van De Nachten vond op 5 en 6 november 2010 plaats in deSingel te Antwerpen. Het was een feestelijke editie, als sluitstuk van de openingsmaand van het nieuwe gebouw van deSingel. Door de renovaties was er plaats voor vier i.p.v. twee zalen. Er werden ongeveer 2.900 tickets verkocht; 3.600 bezoekers woonden het festival bij.
De organisatie strikte voor deze editie enkele bekende muzikale namen zoals Blood Red Shoes, The Chap, I Am Kloot en These New Puritans (met orkest). Verder stonden op het muziekprogramma o.a. Amatorski & SIC Ensemble, Balthazar, Broken Glass Heroes, dj Von Rosenthal, The Field, FM Belfast, Sophie Hunger, The Irrepressibles, Marble Sounds, Radical Slave (met Mauro Pawlowski, Dirk SwartenBroeckx en Remo Perotti), School of 7 Bells en de dj 's Koentje & Garreth McMullan.
Er waren literaire optredens van o.a. Ballroomquartet, Saskia De Coster, Lernert Engelberts, Andy Fierens, Esther Gerritsen, Elke Geurts, Kristien Hemmerechts, Stefan Hertmans, Hanco Kolk, Bart Koubaa, Rachida Lamrabet, Bart Moeyaert. Tom Naegels, Jeroen Olyslaegers, A L Snijders, Peter Terrin, Joost Vandecasteele, Peter van Straaten, Annelies Verbeke (met Venus in Flames), Peter Verhelst, Niña Weijers.
Verder waren er ook bijdragen van o.a. theatermakers de Roovers en SKaGeN.

Organisatie: Villanella i.s.m. deSingel en 5 voor 12, met de steun van Antwerpen Boekenstad en Vlaams Fonds voor de Letteren.

## Concept

### Thema
Elke aflevering van De Nachten werkte rond een centraal thema. Deze thema's werden vaak ook gereflecteerd in de vormgeving door Tom Hautekiet. Het thema werd op allerlei diverse manieren verwerkt in het programma.

### Ruimtegebruik
DeSingel beschikt over twee grote concertzalen: de Rode Zaal en de Blauwe Zaal. Daarnaast worden ook de foyer van de Rode Zaal en het Trappenpodium ingezet, en wordt een klaslokaal van het conservatorium ingezet als Black Box. In klasjes van het conservatorium worden darkrooms ingericht waar het publiek in kleine groepjes een performance kan volgen of een opstelling kan bekijken. In de gangen van deSingel staan meestal video-opstellingen. In de vestiaire van deSingel draaien DJs.

### Stijl
De Nachten hadden een erg herkenbare stijl, met een aantal weerkerende tradities. Zo had het programmaboekje telkens hetzelfde formaat, met een alfabetische opsomming van de artiesten gevolgd door een korte uitleg.

### Muziek
De Nachten putte vooral uit het lokale Belgische talent, aangevuld met een aantal sterke buitenlandse namen (Nick Cave was de belangrijkste). Vooral beginnende groepen werden geprogrammeerd. Het muziekgenre was alternatief, met een voorkeur voor de meer experimentele of lounge-achtige groepen.

### Publiek
De Nachten was een festival waarbij het publiek als deel van het decor werd beschouwd. Het flaneren door de gangen van deSingel werd actief aangespoord, ook in de verschillende programmaboekjes.

## Organisatie
De organisatie van De Nachten was in handen van de Antwerpse vzw's Villanella en 5 voor 12 (die ook club Petrol uitbaten).